# چللی پینگری
چللی پینگری (به انگلیسی: Chellie Pingree) نمایندهٔ حوزه انتخابیه اول مین از حزب دموکرات ایالات متحده آمریکا در مجلس نمایندگان ایالات متحده آمریکا است که برای نخستین‌بار در ۲۱ ژانویه ۲۰۰۹ میلادی به‌عضویت این مجلس درآمد.